# Химик (волейбольный клуб)
«Химик» (2001—2002 — «Химик-СДЮШОР-2», с 2002 — «Химик») — женский волейбольный клуб из Южного. Самый титулованный клуб (20 трофеев) в женском волейболе Украины: 9-кратный чемпион, 7-кратный обладатель Кубка и 4-кратный обладатель Суперкубка страны. Полуфиналист Кубка вызова ЕКВ (сезон-2014/15).

## Достижения
- Чемпион Украины 2011, 2012, 2013, 2014, 2015, 2016, 2017, 2018, 2019.
- Обладатель Кубка Украины 2013/14, 2014/15, 2015/16, 2016/17, 2017/18, 2018/19, 2019/20.
- Обладатель Суперкубка Украины 2016, 2017, 2018, 2019.
- Серебряный призёр Кубка Украины 2010/11, 2011/12.
- Бронзовый призёр Кубка Украины 2012/13.
- Участник челлендж-раунда Кубка ЕКВ 2013/14, четвертьфиналист — 2015/16.
- Полуфиналист Кубка вызова ЕКВ 2014/15.
- Участник группового турнира  Лиги чемпионов-2019/20 (4-е место).
- Победитель первенства Украины (высшая лига) 2008/09.
- Победитель первенства Украины (1-я лига) 2002/03, 2004/05.
- Бронзовый призёр первенства Украины (1-я лига) 2001/02.

## История

### Предыстория
История женского волейбола в Южном берёт своё начало в 1998 году, когда команда СК «Южный» (тренер Николай Муравский, председатель клуба Евгений Николаев) дебютировала в первенстве Украины среди команд первой лиги. «Проба пера» завершилась турнирным затишьем на два последующих сезона. И только в 2001 году в Южном решились на очередной волейбольный эксперимент, но уже под знамёнами Одесского припортового завода. Так была рождена команда «Химик», которая поначалу выступала в первой украинской лиге в альянсе с командой одесской СДЮШОР-2. Возглавил объединённую команду тренер одесской СДЮШОР №2 Валерий Начинов, а его ассистентом стал Евгений Николаев, с именем которого начиналась история южненского женского волейбола.

### 2001-2005. Из первой лиги в высшую
В своём первом же сезоне одесско-южненский альянс выступил достаточно успешно, заняв по итогам первенства третье место, но сразу же после этого альянс распался, и южненские волейболистки принялись писать самостоятельную историю. В сезоне-2003/04 «Химик» сделал два шага вперед и завоевал путевку в высшую лигу, дебют в которой, увы, провалил, заняв 8-е место и выбыв в первую лигу.
В сезоне-2004/05 «Химик» сделал ставку на своих воспитанниц, что принесло свои плоды: команда успешно выполнила задачу возвращения в высшую лигу.

### 2005-2009. Из высшей лиги в Суперлигу
В сезоне-2005/06 состав южненской команды не претерпел изменений. На первом этапе «Химик» одержал всего 8 побед в 28 матчах, зато в турнире команд, которые оспаривали места с 5-го по 8-е, существенно улучшил свои показатели, одержав семь побед в 12 матчах. В итоге «Химик» по числу побед разделил 6—7-е места с командой Винницы, уступив конкуренту лишь по соотношению партий.
В сезоне-2006/07 коллектив пополнила Оксана Бибик. «Химик» намного улучшил свои результаты по сравнению с прошлым сезоном: 5-е место на первом этапе с 13 победами в 28 поединках. А на втором этапе «Химик» уверенно закрепился на 5-м месте, увеличив отрыв от 6-го места от трёх до восьми побед.
В сезоне-2007/08 команду пополнили три исполнительницы, но своё приглашение не оправдали. Всю нагрузку вновь вынесли волейболистки, составлявшие костяк команды в прошлом сезоне. У «Химика» был шанс впервые оказаться в призовой тройке, но травмы, постигшие команду в концовке чемпионата, не позволили это сделать.
Зато в следующем сезоне (2008/09) южненки получили ощутимое усиление в лице игроков с опытом выступлений в Суперлиге и уверенно заняли второе место на первом этапе. В серии плей-офф «Химик» показал свой лучший в сезоне волейбол и заслуженно завоевал путевку в высший дивизион.

### 2009-2010. Суперлига. Первый сезон
Дебютный сезон «Химика» в Суперлиге (2009/10) и 5-е итоговое место — наивысшее среди команд, не попавших в финальный квартет, разыгравший медали.

### 2010-2011. Первый чемпионский титул. Дебют в еврокубках
Пятое место в чемпионате Украины сезона-2010/11 позволило подопечным Евгения Николаева не только закрепиться в элите украинского волейбола, но и получить право принять участие в Кубке вызова ЕКВ-2010/11, в котором команда дошла до 1/8 финала, где уступила бакинскому «Азеррейлу».
А на внутренней арене в сезоне-2010/11 команда побила целый ряд собственных клубных рекордов. В розыгрыше Кубка Украины «Химик» дошёл до финала, уступив в решающем матче действующему обладателю трофея — одесской «Джинестре», а в Суперлиге выиграл регулярное первенство, первым завоевал право сыграть в решающих матчах серии плей-офф, первым дошёл до финала, в котором не оставил шансов всё той же «Джинестре», выиграв серию со счетом 3-0 (3:1, 3:1, 3:0). Первое чемпионство «Химик» отпраздновал в Одессе 22 апреля, выиграв третий матч серии со счетом 3:0 (25:20, 25:18, 25:22).

### 2011-2012. Второй чемпионский титул
В сезоне-2011/12 южненки повторили чемпионский триумф, при этом, как и год назад, стали вторыми в розыгрыше Кубка Украины, уступив в финальном поединке луцкой «Волыни». Таким образом, снова подтвердилась сложившаяся за последние три года в женском украинском волейболе тенденция: чемпионом страны становится команда, проигравшая в финале Кубка, а вице-чемпионом — обладатель кубкового трофея.
А 7 мая 2012 года в тренерском штабе «Химика» произошли изменения: наставник южненской команды Евгений Николаев был назначен директором клуба, а новым главным тренером команды стал самый титулованный тренер в женском волейболе Украины — Сергей Голотов. 

### 2012-2013. Третий чемпионский титул. Четвертьфинал еврокубка
Свой  двенадцатый сезон «Химик» начал с новым тренером – известным специалистом Сергеем Голотовым, который шесть раз приводил черкасский «Круг» к золотым медалям. Команду покинули лидеры – связующая Дарья Озбек и нападающая Наталья Захарчук, но пополнение также было не менее мастеровитым: Ирина Трушкина, Ольга Савенчук и Татьяна Хилюк. Кубок Украины команде вновь не покорился, но в еврокубке достигнута новая высота – четвертьфинал Кубка вызова ЕКВ. Особняком здесь стоит выигрыш в гостях у действующего победителя Лиги чемпионов турецкого «Фенербахче». На финише чемпионата «Химик» выдал свою рекордную в Суперлиге 16-матчевую победную серию и в третий раз подряд стал чемпионом Украины.  

### 2013-2014. Четвертый чемпионский титул. Первый Кубок Украины
Сезон, который стал тринадцатым в истории «Химика», стал вопреки своему номеру, лучшим для него. Интересно, что этот сезон был первым, который южненская команда проводила без своего гвардейца №1 Дарьи Степановской, которая взяла паузу в карьере. На капитанском мостике ее сменила Елена Новгородченко. Среди кадровых приобретений игрок сборной Белоруссии Анастасия Гарелик и талантливая сербская диагональная Мина Томич, с которой был заключен долгосрочный контракт. «Химик» наконец прервал серию неудач в Кубке Украины и впервые завоевал почетный трофей, вышел в челлендж-раунд Кубка ЕКВ, обыграв в 1/4 финала польский  «Алупроф» (Бельско-Бяла). На пути в полуфинал еврокубка «Химик» остановил участник Лиги чемпионов немецкий «Дрезднер», благодаря победе в «золотом сете» 18:16.
13 апреля 2014 года «Химик» защитил свой титул и стал четырёхкратным чемпионом страны. Таким образом, южненки повторили достижение луганской «Искры», одесской «Джинестры» и черкасского «Круга», также завоёвывавших титул чемпионок страны по четыре раза подряд.

### 2014-2015. Пятый чемпионский титул. Второй Кубок Украины. Полуфинал еврокубка
В межсезонье команды покинулм четыре игрока, в том числе Елена Новгороденко, которая играла в «Химике» шесть лет. Команду пополнили две новые связующие - Александра Перетятько и Алла Политанская, что не помешало команде провести свой лучший сезон: «золотой» дубль на всеукраинской арене и выход в полуфинал еврокубка – Кубка вызова ЕКВ.
24 декабря 2014 года «Химик» победил «Северодончанку» и стал двукратным обладателем Кубка Украины. Примечательно, что это произошло в 500-м матче в истории южненской команды.
22 апреля 2015 года «Химик» победил «Орбиту» и стал чемпионом Украины пятый раз подряд, что ранее не удавалось сделать никому в чемпионатах страны среди женщин. Интересно и то, что «Химик» в третий раз стал чемпионом именно 22 апреля. Ранее это случалось в 2011-м и 2012-м годах.

### 2015-2016. Шестой чемпионский титул. Третий Кубок Украины
В сезон «Химик» вступил без волейболисток, которые определяли ее игру последние годы – Надежды Кодолы и Ирины Трушкиной, а также без Юлии Герасимовой, игравшей в команде с 2004 года. На смену им пришли Татьяна Козлова, Дарья Дрозд, Инна Молодцова и Екатерина Сильченкова.
Первая половина сезона ознаменовалась третьей подряд победой Кубке Украины– в финале уверенно побеждена запорожская «Орбита-ЗТМК-ЗНУ». 
6 мая 2016 года «Химик» разгромил запорожскую «Орбиту» - 3:0 (25:12, 25:12, 25:15) - и стал шестикратным чемпионом Украины, став наряду с луганской «Искрой» и черкасским «Кругом» самым титулованным клубом в женском волейболе Украины.
В еврокубках - в это сезоне выступала в Кубке ЕКВ - южненская команда четвертый раз подряд вышла в четвертьфинал, что удавалось лишь луганской «Искре» в 1990-е годы.
После этого сезона команду покинул Сергей Голотов. Под его руководством «Химик» стал четырёхкратным чемпионом Украины, трёхкратным обладателем Кубка Украины, четырежды подряд выходил как минимум в четвертьфинал в еврокубках, а в Кубке вызова ЕКВ - впервые - до 1/2 финала (сезон-2014/15).

### 2016-2017. Седьмой чемпионский титул. Четвертый Кубок Украины. Дебют в Лиге чемпионов
На тренерском мостике Сергея Голотова сменил Андрей Романович, ранее пятнадцать лет возглавлявший тернопольскую «Галычанку». Пришли с ним из Тернополя Екатерина Дудник и Диана Карпец, вернулась в большой волейбол многолетний капитан команды Дарья Степановская. Из кадровых потерь отметим уход шестикратной чемпионки страны Екатерины Кальченко и Татьяны Козловой. 
Сезон ознаменовался дебютом в Лиге чемпионов, где «Химик» в 2-м квалификационном раунде дала бой краснодарскому «Динамо» (2:3, 2:3). Перейдя в Кубке ЕКВ, южненская команда завершила борьбу в 1/8 финала, проиграв серской «Визуре» в матче на нейтральной территории (таково было решение ЕКВ после того, как соперник не прибыл на матч в Южный).
На национальной арене «Химик» не знал себе равных, не проиграв ни одного матча (36 побед из 36-ти возможных) и соответственно завоевал все национальные трофеи: начал с Суперкубка в первом матче сезона, затем «взял» Кубок, а завершил сезон завоеванием седьмого чеимпионского титула.
В сезоне-2016/17 «Химик» стал первой командой в истории чемпионатов Украины среди женщин, которая набрала максимально возможное количество очков в регулярном чемпионате — 84 из 84-х — с того момента, когда эта стадия стала проводиться по системе спаренных туров (с сезона-2001/02). В активе южненок в регулярном чемпионате-2016/17 28 побед в 28 матчах при соотношении партий 84-4.
20 апреля 2017 года «Химик» седьмой раз подряд выиграл чемпионат Украины.

### 2017-2018. Восьмой чемпионский титул. Пятый Кубок Украины
В межсезонье «Химик» покинули пять игроков, игравшую серьезную роль в предыдущем чемпионском сезоне: Инна Молодцова, Алла Политанская, Мина Томич, Алина Степанчук и Екатерина Сильченкова. Пополнила коллектив лишь перспективная молодежь в лице Евгении Хобер и Анастасии Маевской. Тем не менее, и этот сезон «Химик» прошел без поражений на национальной арене (38 побед), взяв три национальных трофея. Победная серия достигла 81-го матча. 
На европейской арене южненская команда вышла в 1/8 финала Кубка ЕКВ, уступив немецкому «Палмбергу». Став чемпионом Украины 2018 года, «Химик» завоевал свой 15-й титул, став самой титулованной командой в женском волейболе страны.
10 апреля 2018 года в восьмой раз подряд выиграл чемпионат Украины.

### 2018-2019. Девятый чемпионский титул. Шестой Кубок Украины
В межсезонье «Химик» покинула одна из лидеров - Анастасия Крайдуба (Чернуха), игравшая в Южном с 2013 года, пополнили коллектив – 16-летняя связующая Дарья Великоконь, которая ранее приглашалась в национальную сборную, а также перспективная 17-летняя либеро Дарья Дуденок. Свой 18-й сезон «Химик» начал с третьей победы в Суперкубке Украины, а 21 декабря 2018 года, обыграв черниговский «Университет-ШВСМ», «Химик» одержал 100-ю победу подряд на всеукраинской арене и 90-ю подряд в чемпионате Украины. Оба результата являются как минимум рекордами национального уровня.
23 февраля «Химик» завоевал шестой подряд Кубок Украины – 17-й трофей в своей истории. Достигла команда своей очередной победы под руководством Евгения Николаева, который возглавил коллектив после 10-го тура чемпионата Украины. Напомним, именно он привел «Химик»  к первому чемпионству – в 2011-м.

### 2019-2020. Седьмой Кубок Украины. Выход в групповой турнир Лиги чемпионов
В сезоне-2019/20 ВК «Химик» завоевал два национальных трофея Кубок и Суперкубок Украины, а также вышел в групповой турнир  Лиги чемпионов, где украинские женские команды еще никогда не играли. Чемпионат Украины был завершен досрочно без определения чемпиона и призеров в связи с 
пандемией коронавируса.

## Результаты выступлений

### Чемпионат Украины
| - 2001/02 — первая лига, 3-е место - 2002/03 — первая лига, 1-е место - 2003/04 — высшая лига, 8-е место - 2004/05 — первая лига, 1-е место - 2005/06 — высшая лига, 7-е место - 2006/07 — высшая лига, 5-е место - 2007/08 — высшая лига, 6-е место | - 2008/09 — высшая лига, 1-е место - 2009/10 — Суперлига, 5-е место - 2010/11 — Суперлига, 1-е место - 2011/12 — Суперлига, 1-е место - 2012/13 — Суперлига, 1-е место - 2013/14 — Суперлига, 1-е место - 2014/15 — Суперлига, 1-е место | - 2015/16 — Суперлига, 1-е место - 2016/17 — Суперлига, 1-е место - 2017/18 — Суперлига, 1-е место - 2018/19 — Суперлига, 1-е место - 2019/20 — Суперлига, незавершен |

### Кубок Украины
| - 2003/04 — 1-й этап, 4-е место - 2005/06 — 1-й этап, 4-е место - 2006/07 — 2-й этап, 4-е место - 2007/08 — 1-й этап, 3-е место - 2008/09 — 1-й этап, 3-е место - 2009/10 — 1-й этап, 3-е место | - 2010/11 — финал, 2-е место - 2011/12 — финал, 2-е место - 2012/13 — 1/2 финала, 3-е место - 2013/14 — финал, 1-е место - 2014/15 — финал, 1-е место - 2015/16 — финал, 1-е место | - 2016/17 — финал, 1-е место - 2017/18 — финал, 1-е место - 2018/19 — финал, 1-е место - 2019/20 — финал, 1-е место |

### Суперкубок Украины
| - 2016 — 1-е место - 2017 — 1-е место | - 2018 — 1-е место - 2019 — 1-е место | - 2020 — 2-е место |

### Еврокубки
| - 2010/11 — Кубок вызова, 1/8 финала - 2011/12 — Кубок ЕКВ, 1/16 финала - 2011/12 — Кубок вызова, 1/8 финала - 2012/13 — Кубок ЕКВ, 1/16 финала - 2012/13 — Кубок вызова, 1/4 финала - 2013/14 — Кубок ЕКВ, челлендж-раунд | - 2014/15 — Кубок ЕКВ, 1/16 финала - 2014/15 — Кубок вызова, 1/2 финала - 2015/16 — Кубок ЕКВ, 1/4 финала - 2016/17 — Лига чемпионов, 2 раунд квалификации - 2016/17 — Кубок ЕКВ, 1/8 финала - 2017/18 — Кубок ЕКВ, 1/8 финала | - 2018/19 — Кубок ЕКВ, 1/16 финала - 2019/20 — Лига чемпионов, групповой турнир (4-е место) - 2020/21 — Лига чемпионов, 2 раунд квалификации - 2020/21 — Кубок ЕКВ, 1/16 финала |

## Статистика выступлений

### Чемпионат Украины
| Сезон   | Лига            | И  | В  | П  | Р/П    | Р/О       | Результат   | Тренеры                             |
| ------- | --------------- | -- | -- | -- | ------ | --------- | ----------- | ----------------------------------- |
| 2001/02 | Первая лига     | 21 | 9  | 12 | 35-40  | 1633-1666 | 3 место     | Валерий Начинов                     |
| 2002/03 | Первая лига     | 18 | 13 | 5  | 40-21  | 1349-1174 | 1 место     | Евгений Николаев                    |
| 2003/04 | Высшая лига     | 34 | 8  | 26 | 39-88  | 2413-2778 | 8 место     | Евгений Николаев, Елена Соколовская |
| 2003/04 | Переходные игры | 3  | 0  | 3  | 0-9    | 117-152   | 8 место     | Елена Соколовская                   |
| 2004/05 | Первая лига     | 18 | 15 | 3  | 51-21  | 1648-1408 | 1 место     | Евгений Николаев                    |
| 2005/06 | Высшая лига     | 40 | 15 | 25 | 59-87  | 3065-3269 | 7 место     | Евгений Николаев                    |
| 2006/07 | Высшая лига     | 40 | 24 | 16 | 87-68  | 3429-3259 | 5 место     | Евгений Николаев                    |
| 2007/08 | Высшая лига     | 34 | 15 | 19 | 58-70  | 2715-2804 | 6 место     | Евгений Николаев                    |
| 2008/09 | Высшая лига     | 32 | 25 | 7  | 82-35  | 2755-2306 | 1 место     | Евгений Николаев                    |
| 2009/10 | Суперлига       | 37 | 21 | 16 | 73-56  | 2863-2735 | 5 место     | Евгений Николаев                    |
| 2010/11 | Суперлига       | 35 | 28 | 7  | 92-45  | 3109-2786 | 1 место     | Евгений Николаев                    |
| 2011/12 | Суперлига       | 30 | 26 | 4  | 83-38  | 2770-2392 | 1 место     | Евгений Николаев                    |
| 2012/13 | Суперлига       | 34 | 31 | 3  | 95-14  | 2681-1969 | 1 место     | Сергей Голотов                      |
| 2013/14 | Суперлига       | 34 | 32 | 2  | 99-16  | 2774-2116 | 1 место     | Сергей Голотов                      |
| 2014/15 | Суперлига       | 40 | 38 | 2  | 118-18 | 3307-2450 | 1 место     | Сергей Голотов                      |
| 2015/16 | Суперлига       | 40 | 36 | 4  | 109-28 | 3283-2488 | 1 место     | Сергей Голотов                      |
| 2016/17 | Суперлига       | 34 | 34 | 0  | 102-5  | 2659-1776 | 1 место     | Андрей Романович                    |
| 2017/18 | Суперлига       | 34 | 34 | 0  | 102-7  | 2679-1727 | 1 место     | Андрей Романович                    |
| 2018/19 | Суперлига       | 34 | 33 | 1  | 101-12 | 2782-2037 | 1 место     | Евгений Николаев                    |
| 2019/20 | Суперлига       | 28 | 24 | 4  | 74-18  | 2231-1675 | не завершен | Евгений Николаев                    |

### Кубок Украины
| Сезон   | Стадия     | И | В | П | Р/П  | Р/О     | Результат | Тренеры          |
| ------- | ---------- | - | - | - | ---- | ------- | --------- | ---------------- |
| 2003/04 | 1 этап     | 3 | 0 | 3 | 0-9  | 137-225 | 4 место   | Евгений Николаев |
| 2005/06 | 1 этап     | 3 | 0 | 3 | 1-9  | 163-250 | 4 место   | Евгений Николаев |
| 2006/07 | 2 этап     | 6 | 1 | 5 | 7-17 | 472-550 | 4 место   | Евгений Николаев |
| 2007/08 | 1 этап     | 3 | 1 | 2 | 4-8  | 236-275 | 3 место   | Евгений Николаев |
| 2008/09 | 1 этап     | 3 | 1 | 2 | 4-6  | 225-215 | 3 место   | Евгений Николаев |
| 2009/10 | 1 этап     | 3 | 1 | 2 | 4-8  | 243-258 | 3 место   | Евгений Николаев |
| 2010/11 | Финал      | 8 | 6 | 2 | 20-8 | 621-564 | 2 место   | Евгений Николаев |
| 2011/12 | Финал      | 7 | 5 | 2 | 18-9 | 610-559 | 2 место   | Евгений Николаев |
| 2012/13 | 1/2 финала | 5 | 4 | 1 | 13-6 | 450-350 | 3 место   | Сергей Голотов   |
| 2013/14 | Финал      | 5 | 5 | 0 | 15-0 | 375-248 | 1 место   | Сергей Голотов   |
| 2014/15 | Финал      | 2 | 2 | 0 | 6-0  | 150-95  | 1 место   | Сергей Голотов   |
| 2015/16 | Финал      | 5 | 5 | 0 | 15-0 | 375-221 | 1 место   | Сергей Голотов   |
| 2016/17 | Финал      | 1 | 1 | 0 | 3-0  | 75-57   | 1 место   | Андрей Романович |
| 2017/18 | Финал      | 3 | 3 | 0 | 9-0  | 226-158 | 1 место   | Андрей Романович |
| 2018/19 | Финал      | 5 | 5 | 0 | 15-0 | 375-229 | 1 место   | Евгений Николаев |
| 2019/20 | Финал      | 8 | 8 | 0 | 24-5 | 705-512 | 1 место   | Евгений Николаев |

### Суперкубок Украины
| Сезон | Стадия | И | В | П | Р/П | Р/О     | Результат | Тренеры          |
| ----- | ------ | - | - | - | --- | ------- | --------- | ---------------- |
| 2016  | Финал  | 1 | 1 | 0 | 3-0 | 75-36   | 1 место   | Андрей Романович |
| 2017  | Финал  | 1 | 1 | 0 | 3-1 | 94-73   | 1 место   | Андрей Романович |
| 2018  | Финал  | 1 | 1 | 0 | 3-0 | 75-42   | 1 место   | Андрей Романович |
| 2019  | Финал  | 1 | 1 | 0 | 3-0 | 75-57   | 1 место   | Евгений Николаев |
| 2020  | Финал  | 1 | 0 | 1 | 2-3 | 111-109 | 2 место   | Евгений Николаев |

### Европейские кубки
| Сезон   | Турнир         | И  | В | П | Р/П   | Р/О     | Результат        | Тренеры          |
| ------- | -------------- | -- | - | - | ----- | ------- | ---------------- | ---------------- |
| 2010/11 | Кубок вызова   | 6  | 2 | 4 | 9-14  | 452-493 | 1/8 финала       | Евгений Николаев |
| 2011/12 | Кубок ЕКВ      | 2  | 0 | 2 | 1-4   | 145-172 | 1/16 финала      | Евгений Николаев |
| 2011/12 | Кубок вызова   | 4  | 2 | 2 | 10-7  | 392-380 | 1/8 финала       | Евгений Николаев |
| 2012/13 | Кубок ЕКВ      | 2  | 1 | 1 | 4-5   | 189-215 | 1/16 финала      | Сергей Голотов   |
| 2012/13 | Кубок вызова   | 6  | 5 | 1 | 17-4  | 519-419 | 1/4 финала       | Сергей Голотов   |
| 2013/14 | Кубок ЕКВ      | 8  | 6 | 2 | 19-10 | 714-641 | челлендж-раунд   | Сергей Голотов   |
| 2014/15 | Кубок ЕКВ      | 2  | 0 | 2 | 2-6   | 192-204 | 1/16 финала      | Сергей Голотов   |
| 2014/15 | Кубок вызова   | 8  | 6 | 2 | 18-6  | 580-447 | 1/2 финала       | Сергей Голотов   |
| 2015/16 | Кубок ЕКВ      | 6  | 2 | 4 | 10-13 | 503-531 | 1/4 финала       | Сергей Голотов   |
| 2016/17 | Лига чемпионов | 2  | 0 | 2 | 4-6   | 184-212 | 2 квалиф. раунд  | Андрей Романович |
| 2016/17 | Кубок ЕКВ      | 3  | 2 | 1 | 8-7   | 303-324 | 1/8 финала       | Андрей Романович |
| 2017/18 | Кубок ЕКВ      | 4  | 2 | 2 | 7-7   | 291-287 | 1/8 финала       | Андрей Романович |
| 2018/19 | Кубок ЕКВ      | 2  | 1 | 1 | 3-4   | 166-184 | 1/16 финала      | Андрей Романович |
| 2019/20 | Лига чемпионов | 10 | 2 | 8 | 12-26 | 777-895 | Групповой турнир | Евгений Николаев |
| 2020/21 | Лига чемпионов | 4  | 2 | 2 | 6-7   | 261-291 | 2 квалиф. раунд  | Евгений Николаев |
| 2020/21 | Кубок ЕКВ      | 2  | 0 | 0 | 2     | 145-174 | 1/16 финала      | Евгений Николаев |